# Petzite
La petzite è un minerale, un tellururo di argento e oro.
Il nome deriva dal mineralogista William Petz che per primo la analizzò.
Descritta invece per la prima volta da Wilhelm Karl von Haidinger (1795 - 1871), geologo e mineralogista austriaco, nel 1845.

## Abito cristallino
La forma dei cristalli è attualmente sconosciuta.

## Origine e giacitura
L'origine è idrotermale. La paragenesi è con silvanite, calaverite e tellurio.

## Forma in cui si presenta in natura
Si presenta in aggregati massivi e granulari.

## Caratteri fisico-chimici
Solubile in HNO3 con oro residuo; solubile anche in H2SO4 caldo, che si colora di rosso lampone.
Pulire con acqua e acido cloridrico.

## Località di ritrovamento
A Sacarimb, in Romania; a Cripple Creek, nel Colorado; e a Kalgoorlie, in Australia.

## Utilizzi
È un minerale utile per l'estrazione di argento e oro.